# 決まり手
決まり手（きまりて）は、勝敗が決した際の技のことである。

## 相撲
決まり手には技と非技（勇み足など自滅的なもの）があり、前者を「決まり手」、後者を「勝負結果」として区別する場合もある。また、髷（まげ）を引っ張る、まわしの前袋が外れる（不浄負け）などの反則・禁手による決着もある。極まり手（きまりて）とも表記される。
相撲の技を言葉で表現しようとする試みは、戦国時代（16世紀後半）に始まるといわれる。『信長公記』に相撲の記事があり、その中で勝負の結果を決まり手も含めて表現したことが始まりとも伝えられる。この時代には土俵がなかったので、投げ・掛け・反り・捻りのいわゆる四十八手が言われていた（元禄年間（1688～1704年）に四十八手に分類されたとも伝わる）。18世紀に土俵が完成してから、寄り・押し系の決まり手も生まれた。
戦前までは、各種マスコミにより決まり手報道はばらばらであったため、1955年に日本相撲協会は決まり手68手と非技2つ（勇み足と腰くだけ）を決め、場内放送で公式に流すことにした。また、日本相撲協会の星取表にも十両以上の決まり手を掲載するようになった。1960年に出し投げが上手出し投げと下手出し投げに分かれ、また切り返しから河津掛けが分離し、70手となった。2000年にそれまでの決まり手に技12手、非技3つが加えられ、技は82手、非技は5つある。アマチュア相撲でも、大相撲にならって決まり手を決定している。
決まり手の決定は、決まり手係の親方が、画角の異なる6つほどのモニターを目視で見て判断する。アナウンス係の行司が目で見て決まり手を瞬時に判断できないときは、手元の電話を取って決まり手係の親方に教えてもらう。時には一度発表された決まり手が、少し時間をおいて訂正される場合もある。
最初は十両以上の取組に限られていたが、のちにすべての取組に対して場内放送が行われるようになった。ただし、星取表への掲載は十両以上である。
本場所での場内放送のアナウンスでは「ただいまの決まり手は○○。○○で（力士の四股名）の勝ち」（上位5番を除く幕下以下および大相撲トーナメントなどの本場所ではない場合は「○○で（力士の四股名）の勝ち」）となっている。反則・非技の場合は「ただいまの一番は（力士の四股名）に、（「○○をする反則」または非技の内容）があり、（相手力士の四股名）の勝ちであります」とアナウンスされる。
大相撲において、寄り切り・押し出し・叩き込み・上手投げなどは頻繁に出現するが、反り技を中心にめったに出現しない決まり手もいくつかあり、さらに撞木反りのように1955年の決まり手制定以降一度も出たことがないというものも存在する。珍しい決まり手が出たときには大いに報道される。
かつて栃若時代の頃までは、吊り出しやうっちゃりなどのような決まり手が多用されていたが、近年では力士の大型化も相まって、これらの技は珍しくなり、代わって叩き込みや引き落とし、突き落としなどの技が増えており、土俵際での粘りも影を潜め、足腰の弱体化等の懸念がこれに関して言われることがあり、特に年配の相撲ファンからは、相撲内容の劣化であると槍玉に挙げられることがある。一方で、立ち合いの手付きに厳しくなってからは、当たりの圧力も上がっており、力士一人一人が自分の型を持つ技術が上がっていると捉える見方もある。
決まり手の判定においては、相撲の技や勝負展開を限られた数の言葉にする以上、古文書に見られる定義より広義となっていたり、あるいは多少定義が変化していることが多々あり、技や勝負展開によっては多少の無理が出てきてしまうのもやむを得ず、稀には本来の意味からすればかけ離れているような決まり手を便宜的に当てざるを得ない場合すらあり、また決まり手係の判断に依存する面もある。その代表例は次の通り。
- 公式の決まり手日本相撲協会制定決まり手八十二手における「寄り切り」は、古い資料における「寄り出し」を統合している。同様に、「押し出し」は「押し切り」を、「突き出し」は「突き放し」を統合している。
- 公式の決まり手における「掛け投げ」は、投げの形態を問わないので、古い資料における「搦み投げ」も含まれる。
- 公式の決まり手における「足取り」には、古い資料における「叉股返し」「外足」なども含まれる。
- 「波離間投げ」は通常土俵際で逆転する場合に用いられるが、把瑠都が土俵中央でこれに相当する形の投げを決めた際にも、公式発表では「波離間投げ」の範疇に含まれた。ちなみにその際新聞では82の決まり手に当てはめるのが難しいとして「把瑠都投げ」の文字が躍った。
- 「二丁投げ」に相当する形に足を掛けたら相手が倒れた場合は、公式の決まり手体系では投げの格好に全くなっていなくても「二丁投げ」の扱いとなる。古くはそのような場合「二丁掛け」と呼ばれた。
- 「蹴返し」は自分の右（左）足で相手の右（左）足を蹴る技だが、自分の右（左）足で逆に相手の左（右）足を蹴った場合の技名は公式の決まり手の体系に存在していないため、公式発表は足技を無視して「叩き込み」や「上手出し投げ」等の扱いとなる。2014年7月場所6日目に髙安が豊ノ島に決めたのがその実例だが、この取組の公式発表は「叩き込み」の扱いとなった。
- 2000年の公式決まり手の12手＋非技3の追加以前には、次のような事例があった。
  - 公式の決まり手における「素首落とし」に相当するパターンは「叩き込み」に含まれていた。
  - 公式の決まり手における「送り吊り出し」「送り吊り落とし」に相当するパターンは、それぞれ「吊り出し」「吊り落とし」の範疇に含まれていた。1989年11月場所5日目に千代の富士が寺尾を破った技は、「送り吊り落とし」に相当するが、当時の公式発表は「吊り落とし」であった。
  - 公式の「後ろもたれ」や非技の「踏み出し」に相当する勝負展開は、本来の意味からすればかけ離れているにもかかわらず、決まり手体系の制約上、公式発表は便宜的に「寄り切り」の扱いとなっていた。

## 腕相撲
崩し、誘い、抑え込み、起し、極て技、出し技など48手ある。
出典
- 平極め
- もみ極め
- 誘い四方大廻し
- 棒引き崩し
- 指ほどき引き崩し
- 盤石の構え
- 直線引きつぶし
- 手首吊りつぶし
- 寄りかぶせ吊り
- 寄り身平手吊り崩し
- 支え吊り込返し
- 寄り身指吊り崩し

- 巻きほどき極め
- 肩抑さえ
- 押し手抑さえ
- 回転巻き起こし
- 受け流し崩し
- ピストン
- 捨て身煽り崩し
- 棒崩し
- 燕返し
- 引き落とし極め
- 体引きほどき極め
- 突き出し小手返し

- かつぎ起こし
- 十字固め
- 瞬発手首返し
- 逆手抑さえ
- 巻き起こし
- 引きひねり極め
- 平抑さえ
- ねじりほどき極め
- かかえ伸し極め
- 巻き崩し
- 巻き込み引き崩し
- 指攻め引きつぶし

- 神田地獄
- 九十度回転極め
- すくい倒し
- 引きつぶし極め
- おいかぶせ引き崩し
- 突き引き起こし
- 一丁半
- 人の字受け
- 逆手突き出し極め
- 引きつぶし吊り極め
- 三所攻め
- 突き出し極め

## プロレス・総合格闘技
フィニッシュとも呼ばれる。一般にはピンフォールあるいはタップアウトに持ち込んで勝敗を決した技を指すが、それらの他に「（テクニカル）ノックアウト」「判定」「反則」もある。最後にピンフォールを決めた際の技の名のみであるから、其処に持ち込むまでに披露された技の名は出ない。投げ技などの名が出ることはない。昭和期のプロレスでは、ほとんどすべての試合の決まり手が「体固め」であった。総合格闘技ではグラウンドパンチで決着した場合「パウンドによるTKO」となる。

## 競艇
「逃げ」「まくり」「つけ回い（ツケマイ）」「差し」「まくり差し」「抜き」（または「道中競り」）「恵まれ」がある。競艇#1周目第1ターンマークの攻防、競艇#道中（ゴールまで）の攻防を参照。競輪とは異なり、2着の決まり手は存在しない。競艇#2着の決まり手を参照。

## 競輪
「逃げ」「捲り」「差し」「マーク」の4種類があり、2着までの選手に公式に記録される。レース開催日に競輪場で配布される出走表には、各選手の直近4ヶ月の決まり手回数が掲載され、レース展開を予想する重要な要素となっている。
- 最終周回の1コーナーまでに先行した選手がそのまま2着までにゴールした場合は「逃げ」。略号「逃」。
- 最終周回の1コーナーから3コーナーの間で後方から追い上げて先頭に立つか先頭を競い、2着までにゴールした場合は「捲り」。略号「捲」。
- 他の選手の直後を走行し、最終周回の3コーナー以降に追い抜いて2着までにゴールした場合は「差し」。略号「差」。
- 「差し」で前の選手を抜けなかった場合は「マーク」。本来は2着の決まり手であるが、1位入線の選手が失格となった場合、繰り上がって1着になった選手に付くこともある。略号「ク」。

## 競馬
「逃げ」「先行」「差し」「追い込み」がある。